# Піроксеноїди
Піроксено́їди (рос. пироксеноиды, англ. pyroxenoids, нім. Pyroxenoide n pl) — мінерали, які за емпіричними формулами аналогічні піроксенам, але істотно відрізняються від них у структурному відношенні. Вони не утворюють ізоморфних сумішей взагалі, або утворюють обмежені ізоморфні суміші з компонентами, які за складом відповідають типовим піроксенам. До них належать: воластоніт, бустаміт, пектоліт, шизоліт, ксонотліт, родоніт, фаулерит, піроксманґіт, бабінгтоніт, інезит.